# 香川丸亀国際ハーフマラソン
香川丸亀国際ハーフマラソン（かがわまるがめこくさいハーフマラソン）は、毎年2月の第1日曜日に開催される陸上競技大会である。ワールドアスレティックスのシルバーラベルロードレース。

## 概要
香川県丸亀市の香川県立丸亀競技場発着で県道33号線の丸亀市、宇多津町を通り、坂出市本町を折り返すコースで行われる。起伏も少なく走りやすく、好記録が出やすい。
当初、香川県庁舎と綾歌郡栗熊村（現・丸亀市）の住吉神社との間を結ぶ「香川マラソン」として始まった。その後、「香川ロードレース大会」「丸亀ハーフマラソン大会」と名称を変え、2000年（平成12年）に日本陸上競技連盟公認コースとして認定されたのを機に「香川丸亀ハーフマラソン」となった。2009年（平成21年）からは、国際マラソン・ロードレース協会（AIMS）認定の国際レースとなり、現名称に変更された。
1947年（昭和22年）から続く伝統に加え、2008年（平成20年）より制限時間が3時間と緩和され一般ランナーも参加しやすくなり、2013年（平成25年）に初めて1万人を超えるランナーが参加した。
2021年（令和3年）は新型コロナウイルスの影響で1年延期した。2022年（令和4年）も同様に1年延期となり、2023年から再開された。
2025年（令和7年）は日本学生ハーフマラソン選手権大会と併催された。

## 開催概要
出典
- 主催：丸亀市・香川県教育委員会・丸亀市教育委員会・香川陸上競技協会・香川丸亀国際ハーフマラソン大会組織委員会
- 共催：香川県・岡山放送・BSフジ・産経新聞社・サンケイスポーツ・（公財）OHKスポーツ振興財団香川
- 主管：丸亀市陸上競技協会・大会実行委員会
- 特別協賛：四国化成ホールディングス[3]

## 歴代優勝者（2000年大会以降）

### 男子
| 回 | 開催日       | 選手名                   | 所属等                   | 記録          |
| -- | ------------ | ------------------------ | ------------------------ | ------------- |
| 54 | 2000年2月6日 | 横田一仁                 | NEC                      | 1時間02分59秒 |
| 55 | 2001年2月4日 | 野口英盛                 | 順天堂大学               | 1時間02分28秒 |
| 56 | 2002年2月3日 | ラバン・カギカ           | NKK                      | 1時間01分43秒 |
| 57 | 2003年2月2日 | ザカヨ・ガソ             | コニカ                   | 1時間00分21秒 |
| 58 | 2004年2月1日 | ファリス・キマニ         | JALAGS                   | 1時間00分55秒 |
| 59 | 2005年2月6日 | ラバン・カギカ           | JFE                      | 1時間01分36秒 |
| 60 | 2006年2月5日 | 松宮隆行                 | コニカ                   | 1時間02分13秒 |
| 61 | 2007年2月4日 | メクボ・ジョブ・モグス   | 山梨学院大学             | 59分48秒      |
| 62 | 2008年2月3日 | アルン・ジョロゲ         | 小森コーポレーション     | 1時間01分35秒 |
| 63 | 2009年2月1日 | メクボ・ジョブ・モグス   | 山梨学院大学             | 1時間00分37秒 |
| 64 | 2010年2月7日 | ギタウ・ダニエル         | 日本大学                 | 1時間01分08秒 |
| 65 | 2011年2月6日 | サムエル・ドゥング       | 愛知製鋼                 | 1時間00分55秒 |
| 66 | 2012年2月5日 | マシュー・キソリオ       | ケニア                   | 1時間00分02秒 |
| 67 | 2013年2月3日 | コリス・バーミンガム     | オーストラリア           | 1時間00分56秒 |
| 68 | 2014年2月2日 | マーティン・マサシ       | スズキ浜松AC             | 1時間00分11秒 |
| 69 | 2015年2月1日 | ポール・クイラ           | コニカミノルタ           | 59分47秒      |
| 70 | 2016年2月7日 | ゴイトム・キフレ         | エリトリア               | 1時間00分49秒 |
| 71 | 2017年2月5日 | カルム・ホーキンス       | イギリス                 | 1時間00分00秒 |
| 72 | 2018年2月4日 | エドワード・ワウエル     | NTN                      | 1時間00分31秒 |
| 73 | 2019年2月3日 | アブディ・ナゲイジェ     | オランダ                 | 1時間00分24秒 |
| 74 | 2020年2月2日 | ブレット・ロビンソン     | オーストラリア           | 59分57秒      |
| 75 | 2023年2月5日 | アレクサンダー・ムティソ | NDソフトアスリートクラブ | 59分17秒      |
| 76 | 2024年2月4日 | リチャード・エティーリ   | 東京国際大学             | 59分32秒      |
| 77 | 2025年2月2日 | アレクサンダー・ムティソ | NDソフトアスリートクラブ | 59分16秒      |

- 太字は大会記録

### 女子
| 回 | 開催日       | 選手名                       | 所属等             | 記録          |
| -- | ------------ | ---------------------------- | ------------------ | ------------- |
| 54 | 2000年2月6日 | 上野理恵                     | 積水化学           | 1時間09分57秒 |
| 55 | 2001年2月4日 | 永山育美                     | デンソー           | 1時間09分28秒 |
| 56 | 2002年2月3日 | 小崎まり                     | ノーリツ           | 1時間09分33秒 |
| 57 | 2003年2月2日 | 橋本康子                     | サミー             | 1時間09分32秒 |
| 58 | 2004年2月1日 | 橋本康子                     | サミー             | 1時間10分46秒 |
| 59 | 2005年2月6日 | 小鳥田貴子                   | デオデオ           | 1時間09分34秒 |
| 60 | 2006年2月5日 | 福士加代子                   | ワコール           | 1時間07分26秒 |
| 61 | 2007年2月4日 | 福士加代子                   | ワコール           | 1時間08分00秒 |
| 62 | 2008年2月3日 | オンゴリ・フィレス・モラー   | ホクレン           | 1時間07分57秒 |
| 63 | 2009年2月1日 | マーラ・ヤマウチ             | イギリス           | 1時間08分29秒 |
| 64 | 2010年2月7日 | ニッキ・チャップル           | オーストラリア     | 1時間08分37秒 |
| 65 | 2011年2月6日 | 福士加代子                   | ワコール           | 1時間09分00秒 |
| 66 | 2012年2月5日 | ティキ・ゲラナ               | エチオピア         | 1時間08分48秒 |
| 67 | 2013年2月3日 | ティキ・ゲラナ               | エチオピア         | 1時間08分53秒 |
| 68 | 2014年2月2日 | 牧川恵莉                     | スズキ浜松AC       | 1時間10分27秒 |
| 69 | 2015年2月1日 | イロイス・ウェリングス       | オーストラリア     | 1時間10分41秒 |
| 70 | 2016年2月7日 | ユニス・ジェプキルイ・キルワ | バーレーン         | 1時間08分06秒 |
| 71 | 2017年2月5日 | ユニス・ジェプキルイ・キルワ | バーレーン         | 1時間08分07秒 |
| 72 | 2018年2月4日 | ベッツィ・サイナ             | ケニア             | 1時間09分17秒 |
| 73 | 2019年2月3日 | ベッツィ・サイナ             | ケニア             | 1時間07分49秒 |
| 74 | 2020年2月2日 | ヘラリア・ジョハネス         | ナミビア           | 1時間08分10秒 |
| 75 | 2023年2月5日 | パウリン・カムル             | ルートインホテルズ | 1時間07分22秒 |
| 76 | 2024年2月4日 | オマレ・ドルフィン・ニャボケ | ユー・エス・イー   | 1時間06分07秒 |
| 77 | 2025年2月2日 | オマレ・ドルフィン・ニャボケ | ユニクロ           | 1時間06分05秒 |

- 太字は大会記録

## テレビ放送
共催であるフジテレビ系列の岡山放送（岡山県・香川県が放送エリア）が制作。2000年から2005年までは山陰中央テレビ・テレビ新広島・テレビ愛媛・高知さんさんテレビとの5局ネットによる録画放送だったが、2006年から生中継となり、関西テレビ・フジテレビでも未明帯に録画放送されていた。2011年を最後に中四国地区での同時ネット及び・関西テレビ・フジテレビでの録画中継は終了したが、2012年からは無料BS放送のBSフジでの全国放送（岡山・香川ローカルと同時放送）に移行した（提供スポンサーは岡山放送とBSフジで一部異なる）。これにより中四国地区・関西テレビ・フジテレビ以外の系列局やフジテレビ系列局がない地域でも視聴出来るようになった。なお、BSフジでは関連番組は非ネットだが、視聴者プレゼントについてはBSフジの視聴者も応募可能となっている。その後も年度により後日録画放送を実施する系列局がある（2019年は鹿児島テレビが3月1日（2月28日深夜）0:40 - 3:35に放送）。2022年は地上波のフジテレビ系列が北京五輪中継のためBSフジのみの生放送が予定されていたが、前述の通り再延期のため過去の大会を振り返る特別編「栄光の軌跡」を放送した。2024年からは手話実況（早瀨憲太郎が担当）を付けた中継を行う。
| 放送対象地域   | 放送局           | 系列           | 放送時間                                                        |
| -------------- | ---------------- | -------------- | --------------------------------------------------------------- |
| 岡山県・香川県 | 岡山放送 （OHK） | フジテレビ系列 | 午前10:00 - 10:30 （関連番組） 午前10:30 - 11:50 （レース中継） |
| 全国放送       | BSフジ           | BS放送         | 午前10:30 - 11:50（レース中継のみ）                             |